# Bambuscopus aureolus
Bambuscopus aureolus là một loài tò vò trong họ Ichneumonidae.